# 2017 في العراق
فيما يلي قائمة بأحداث سنة 2017 في العراق.

## شاغلي المناصب
- الرئيس: فؤاد معصوم
- رئيس الوزراء: حيدر العبادي

## أحداث
- إستمرار معركة الموصل.

### يناير
- 2 يناير – مقتل حوالي 32 شخصاً في انفجار ثلاثة سيارات مفخخة في مدينة الصدر شرق العاصمة بغداد.[1]
- 8 يناير – مسلحون يغتالون باسم الصافي الأمين العام لميليشيا حزب الله في مدينة البصرة جنوب العراق.[2]

### فبراير
- 24 فبراير – سلاح الجو العراقي يقصف مواقع تنظيم الدولة الإسلامية في سوريا للمرة الأولى.[3][4]
- 25 فبراير – وزير الخارجية السعودية عادل الجبير يزور العراق لأول مرة منذ 14 عاماً.[5]

### مارس
- 17 مارس – مقتل مئات المدنيين في غارات نفذها التحالف الدولي بقيادة الولايات المتحدة على أحياء الموصل الجديدة.[6][7]
- 28 مارس – جدل حاد بعد رفع علم كردستان فوق المؤسسات والدوائر الحكومية في محافظة كركوك.[8]

### أبريل
- 1 أبريل – البرلمان يصوت لصالح رفع العلم العراقي فقط في محافظة كركوك.[9]
- 9 أبريل – الذكرى الرابعة عشرة لاحتلال العراق.
- 18 أبريل – وصول السفير الإيراني الجديد لدى العراق «إيرج مسجدي» إلى بغداد تمهيداً لتسلم مهام عمله رسمياً كسفير لإيران.[10]

- 21 أبريل – إطلاق سراح 26 قطري كانوا مختطفين في العراق لدى الميليشيات الشيعية.[11]

- 23 أبريل – رئيس الوزراء حيدر العبادي يستقبل رئيس وزراء أستراليا ويبحثان سبل التعاون بين البلدين وسير معركة الموصل.
- 24 أبريل – غارات جوية تركية تستهدف مواقع لبعض الأحزاب الكردية في جبل سنجار بمحافظة نينوى.
- 28 أبريل – مقتل العقيد (خضر وادي عبد المهدي) آمر اللواء الثامن عشر في الفرقة الخامسة التابعة للشرطة الاتحادية ضمن معركة الموصل.[12]

### مايو
- 1 مايو – تأسيس أول حزب سياسي لأتباع الطائفة الإيزيدية.[13]
- 2 مايو – اغتيال (محمد يونس صالح) نائب مدير شركة «غاز الشمال» في كركوك.[14]

- 9 مايو – الاتحاد الدولي لكرة القدم يعلن رفع الحظر عن المباريات الدولية الودية في الملاعب العراقية بعد حظرها منذ عام 2003.[15]

- 11 مايو – وزارة الداخلية تعلن عن تشكيل خلية خاصة لكشف جرائم الخطف.[16]
- 12 مايو – جدل واسع بعد دعوة رئيس الوقف الشيعي (علاء الموسوي) إلى الجهاد ضد المسيحيين والصابئة وإرغامهم على دفع الجزية[17]
- 22 مايو – وزير النفط السعودي خالد الفالح يصل العراق لبحث تمديد خفض إنتاج النفط.[18]
- 25 مايو – تتويج فيان السليماني كملكة جمال العراق لعام 2017.[19]

### يونيو
21 يونيو - تم تدمير جامع النوري في الموصل خلال المعركة من قبل مسلحي تنظيم الدولة الإسلامية (داعش).

### أغسطس
- 3 أغسطس – سحب لقب ملكة جمال العراق 2017 من فيان السليماني بسبب مخالفتها قوانين المسابقة حيث كانت متزوجة سابقاً من شخص يدعى طالب عزيز.[21]
- 28 أغسطس – حفل افتتاح بغداد مول بحضور الفنان حسام الرسام وحسين الديك، والفنانة ديانا كرزون ودالي وعريفة الحفل شهد الشمري.[22]

### سبتمبر
29 سبتمبر - مسؤول حكومي عراقي يهدد الأكراد بإغلاق الحدود في شمال العراق بعد التصويت على استفتاء الاستقلال.

### أكتوبر
- 3 أكتوبر - وفاة الرئيس العراقي السابق جلال طالباني في برلين، ألمانيا عن عمر يناهز 83 عاماً.[24]

### نوفمبر
- 12 نوفمبر – زلزال عنيف يضرب المناطق الحدودية بين إيران والعراق بقوة 7.3 على مقياس ريختر، ويؤدي إلى وفاة أكثر من 400 شخص في كلا البلدين.

## أبرز الوفيات
- 22 مارس – ناهدة الرماح (79 سنة)، ممثلة.
- 2 أبريل – معد الجبوري (71 سنة)، شاعر وأديب.
- 4 أبريل – حميد العقابي (61 سنة)، شاعر وروائي.
- 3 مايو – عدنان الدليمي (85 سنة)، سياسي ورئيس ديوان الوقف السني الأسبق.
- 23 ديسمبر – منير فوزي الذويب (ولد عام 1922)، شاعر عراقي.